# Sempre libera
Sempre libera è il secondo album del soprano russo Anna Netrebko, pubblicato nell'agosto 2004.
Accompagnata dalla Mahler Chamber Orchestra diretta dal Maestro Claudio Abbado, da altri solisti e dal Coro Sinfonico di Milano "Giuseppe Verdi", la Netrebko interpreta alcune famose arie di opere italiane.
L'album raggiunge l'ottava posizione nella classifica Classical Albums e la decima in Germania.

## Tracce
1. "È strano! è strano! - Ah, fors'è lui" (Violetta) (Verdi, La traviata, Atto I) (4:53)
2. "Sempre libera" (Violetta, Alfredo) (Verdi, La traviata, Atto I) (3:37)
3. Ah! Se una volta sola (Amina, Contadini, Elvino) (Bellini, La sonnambula, Atto II) (5:39)
4. Ah, non credea mirarti (Amina, Contadini, Elvino) (Bellini, La sonnambula, Atto II) (4:47)
5. Ah! non giunge uman pensiero (Amina, Contadini, Elvino) (Bellini, La sonnambula, Atto II) (2:41)
6. O rendetemi le speme ... Qui la voce (Elvira, Giorgio, Riccardo) (Bellini, I puritani, Atto II) (4:37)
7. Ah! tu sorridi (Elvira, Giorgio, Riccardo) (Bellini, I puritani, Atto II) (4:02)
8. Vien, diletto, è in ciel la luna (Elvira, Giorgio, Riccardo) (Bellini, I puritani, Atto II) (2:57)
9. "O giusto cielo!" (Coro, Lucia) (Donizetti, Lucia di Lammermoor, Atto II) (3:18)
10. Ohimè! Sorge il tremendo (Lucia) (Donizetti, Lucia di Lammermoor, Atto II) (3:15)
11. "Ardon gli incensi..." (Lucia, Enrico, Raimondo, Coro) (Donizetti, Lucia di Lammermoor, Atto II) (5:01)
12. "Spargi d'amaro pianto" (Lucia, Enrico, Raimondo, Coro) (Donizetti, Lucia di Lammermoor, Atto II) (3:39)
13. Era più calmo? (Emilia, Desdemona) (Verdi, Otello, Atto IV) (5:00)
14. "Piangea cantando nell'erma landa..." (Desdemona) (Verdi, Otello, Atto IV) (7:02)
15. Ave Maria, piena di grazia (Desdemona) (Verdi, Otello, Atto IV) (5:19)
16. O mio babbino caro (Lauretta) (Puccini, Gianni Schicchi) (2:50)

## Formazione
- Anna Netrebko - soprano (Violetta, Amina, Elvira, Lucia, Desdemona, Lauretta)
- Sara Mingardo - contralto (Emilia)
- Saimir Pirgu - tenore (Alfredo, Elvino)
- Nicola Ulivieri - basso-baritono (Riccardo, Enrico)
- Andrea Concetti - basso (Giorgio, Raimondo)
- Sascha Reckert - glassarmonica
- Coro Sinfonico di Milano Giuseppe Verdi
- Romano Gandolfi - maestro del coro
- Mahler Chamber Orchestra
- Claudio Abbado - direttore